# Jacques d'Agar

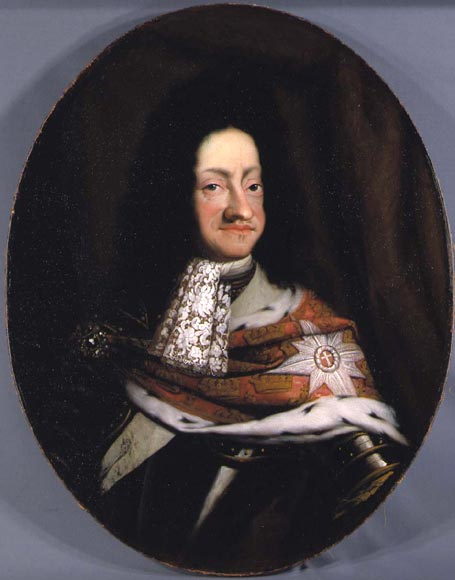
Christian V de Danemark, par d'Agar

Jacques d'Agar (en danois : Jacob d'Agar), né le 9 mars 1640 à Paris et mort le 16 novembre 1715 à Copenhague est un peintre portraitiste français.

## Biographie

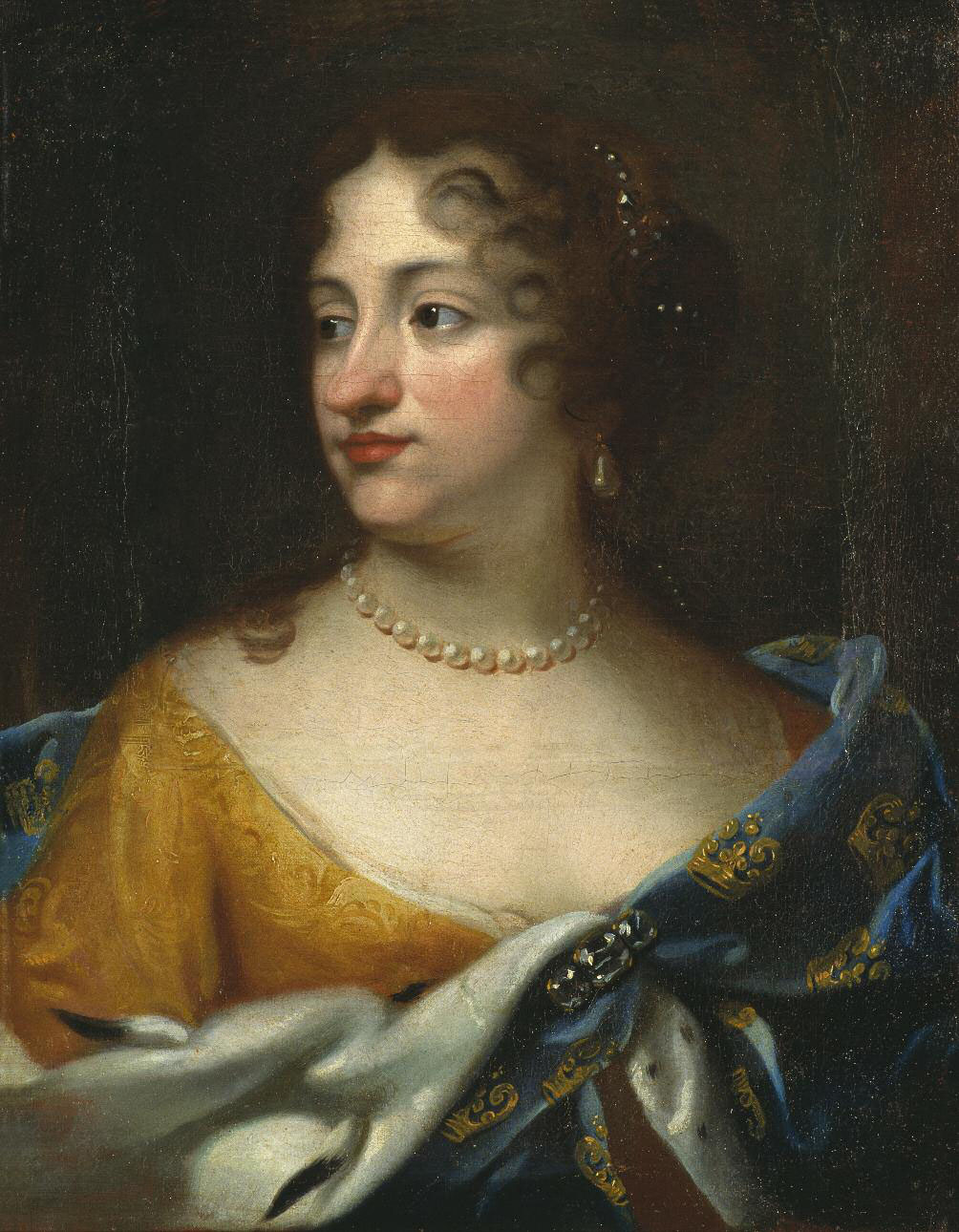
Ulrica Eleanor de Suède, 1677 par Jacques d’Agar

Élève de Jacob Ferdinand Voet, il commence sa carrière comme peintre d'histoire, mais il abandonne bientôt l'histoire pour le portrait, branche dans laquelle il connaît beaucoup de succès. Son fils Charles d'Agar devient également peintre portraitiste. En 1675, il est admis à l'Académie et devient peintre ordinaire du roi et sa cour. À la révocation de l'Édit de Nantes, Agar, qui est protestant, est exclu de l'académie. Il quitte ensuite la France pour n'y jamais revenir.
Il est invité à la cour du Danemark où il est patronné par le roi roi Christian V. Son portrait par ce peintre, peint en 1693 à la demande du roi Christian, se trouve à présent à la Galerie des artistes de Florence. Walpole nous dit qu'il a visité l'Angleterre où il réside un certain temps et rencontre le succès. Il peint les portraits de plusieurs membres de la noblesse du règne de la reine Anne; on compte parmi eux la duchesse de Montagü, les comtesses de Rochfort et Sunderland, Thomas comte de Strafford entre autres. Un portrait qu'il a peint de Charles II d'Angleterre, aurait été autrefois exposé au musée de Christiansburg.
Il meurt en 1716 à Copenhague et est enterré dans le cimetière protestant de l'église réformée de Copenhague.
Son Portrait de François Girardon représenté en Recteur de l'Académie royale de peinture et de sculpture, près d'un buste antique de ses collections vers 1675, huile sur toile, se trouve à Versailles, châteaux de Versailles et de Trianon

## Source de la traduction
- (en) Cet article est partiellement ou en totalité issu de l’article de Wikipédia en anglais intitulé « Jacques d'Agar » (voir la liste des auteurs).